# U-Bahnhof Breitenbachplatz

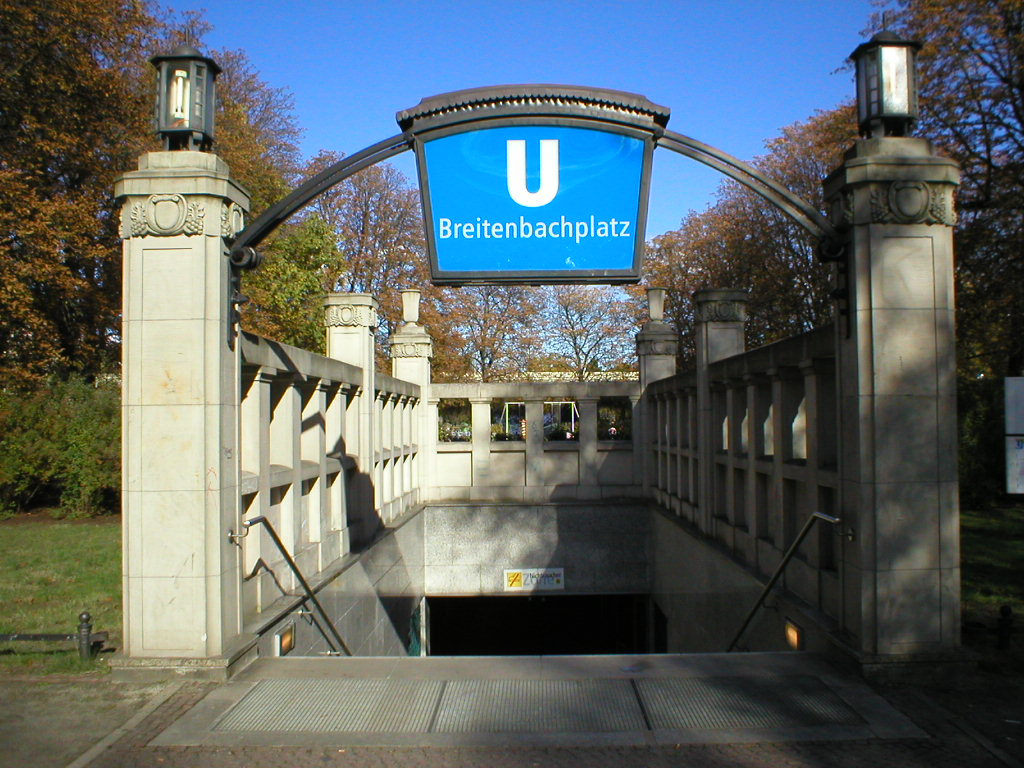
Südlicher Bahnhofseingang

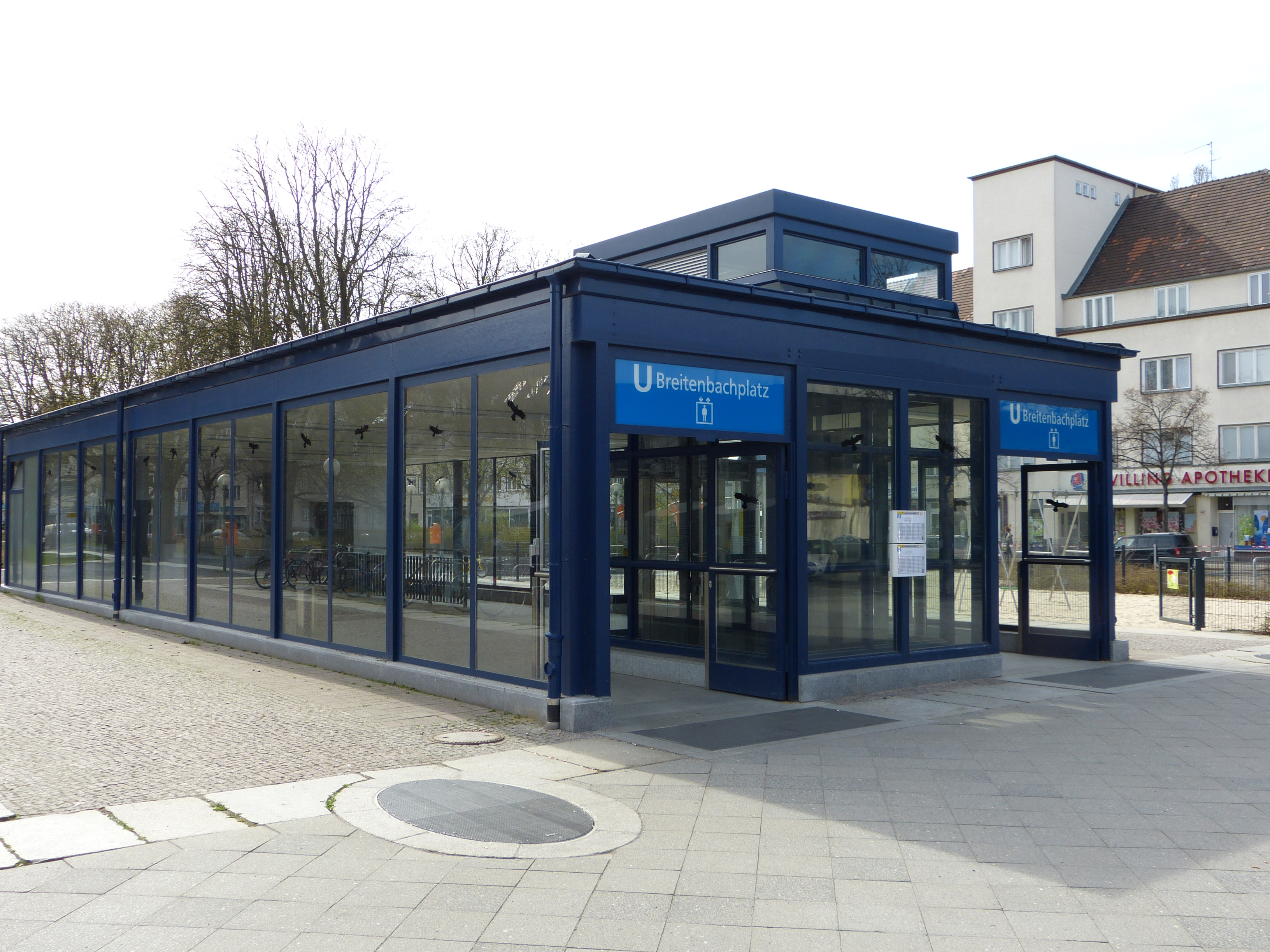
Mittlerer Zugangspavillon (links eine der ovalen Lichtöffnungen)

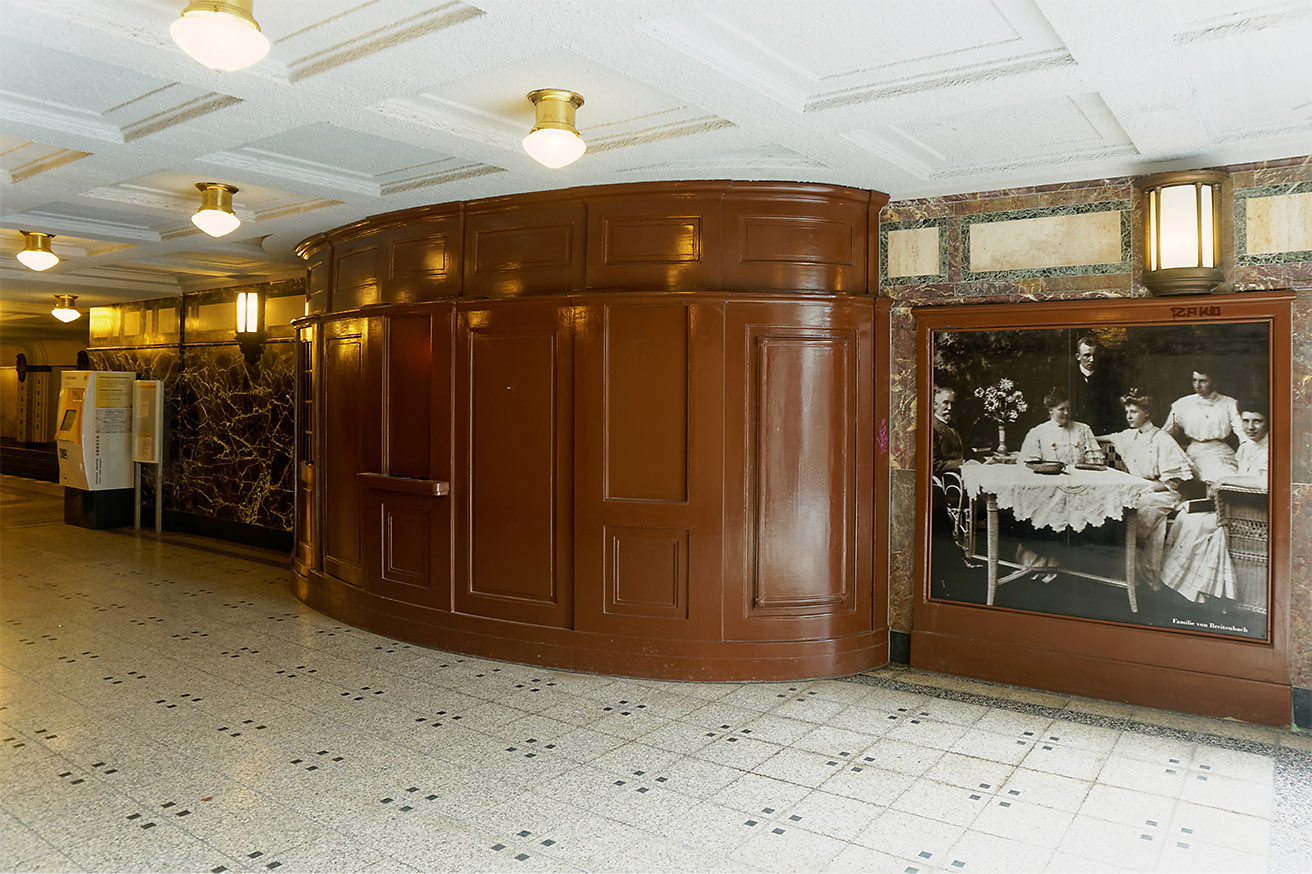
Fahrkartenschalter Nordeingang

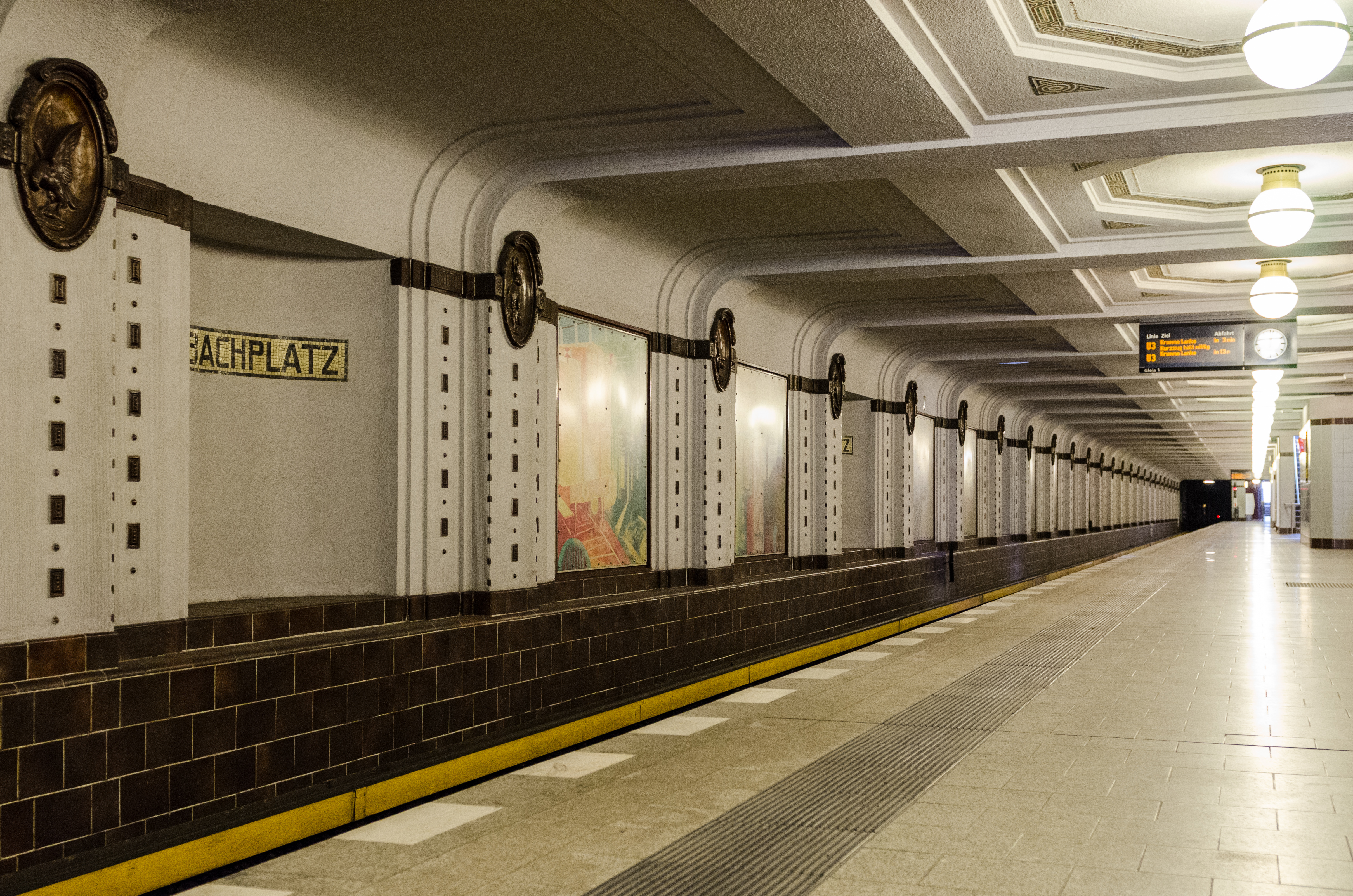
Bahnsteig (nach der Sanierung)

Der U-Bahnhof Breitenbachplatz ist ein Berliner U-Bahnhof der U-Bahn-Linie U3 unter dem Breitenbachplatz im Ortsteil Dahlem an der Grenze zu den Ortsteilen Steglitz (beide im Bezirk Steglitz-Zehlendorf) und Wilmersdorf im Bezirk Charlottenburg-Wilmersdorf. Der Bahnhof ging wie die anderen Bahnhöfe der Wilmersdorf-Dahlemer-Schnellbahn am 12. Oktober 1913 in Betrieb. Gleichzeitig mit dem Bau des Bahnhofes wurde auch der oberirdische Platz angelegt. Dieses ursprünglich als Rastatter Platz benannte Oval wurde mit Eröffnung des unter dem Platz gelegenen U-Bahnhofs in ‚Breitenbachplatz‘ umbenannt.

## Historie und Bauwerk
Der U-Bahnhof Breitenbachplatz entstand im Rahmen des Baus der Wilmersdorf-Dahlemer-Untergrundbahn zwischen Wittenbergplatz und Thielplatz im Süden der Domäne Dahlem. Ebenso wie der sehr ähnlich gestaltete Bahnhof Rüdesheimer Platz sowie der U-Bahnhof Heidelberger Platz wurde auch der U-Bahnhof Breitenbachplatz vom Architekten Wilhelm Leitgebel gestaltet.
Für die beiden ursprünglichen Zugänge im Norden und im Süden entwarf Leitgebel ähnlich wie beim Rüdesheimer Platz steinerne Pylone mit Lampenaufsatz und eine Steinumwehrung. Für die aus Metall bestehenden Zugangstore wählte Leitgebel Andreaskreuze und Blumenmedaillons als Gestaltungsmerkmale. Der Mittelaufgang zur verlängerten Schildhornstraße war bereits 1909 vorgesehen, wurde aber erst 1979 ergänzt. Dieser mündet in einen oberirdischen Stein-Glas-Pavillon.
Die Bahnsteighalle ist als Mittelbahnsteig angelegt. Die Wände gliedern sich in einen rotbraunen Keramiksockel, eine helle Wand mit halbrunden Nischen und ein dunkelbraunes Kamingesims als Abschluss. In den Nischen wechseln sich Namensschilder und Gemälde von Joachim Szymczak ab, die seit 1988 anstelle von Werbeschildern das 150-jährige Bestehen der Preußischen Eisenbahn und den namensgebenden preußischen Minister der öffentlichen Arbeiten, Paul von Breitenbach, thematisieren. An den Säulen zwischen den Nischen finden sich Darstellungen von Tieren, Pflanzen und wissenschaftlichen Instrumenten als Hinweis auf die ursprünglich nahegelegenen Institute der Kaiser-Wilhelm-Gesellschaft in Dahlem.
Die Hallendecke ist als kassettenförmige Decke gestaltet, die von granitverblendeten dorischen Pfeilern in der Bahnsteigmitte getragen wird. In den Kassetten befinden sich achteckige Mosaikfelder mit geometrischen Mustern. Durch vier elliptische Öffnungen fällt Tageslicht auf den heute mit Granit-, ursprünglich mit Asphaltplatten belegten Bahnsteig.
Im Zweiten Weltkrieg blieb der Bahnhof weitgehend unzerstört. Lediglich der nördliche Zugangsbereich wurde beschädigt und teilweise nur vereinfacht wiederaufgebaut. Von der ursprünglichen Ausstattung finden sich weiterhin noch drei hölzerne Doppelbänke sowie im südlichen Eingangsbereich das frühere Schalterhäuschen. Der Bahnhof steht unter Denkmalschutz.
Der U-Bahnhof ist barrierefrei. Die Ausstattung mit einem Aufzug wurde am 7. Oktober 2010 in Betrieb genommen; die Baukosten dafür beliefen sich auf 340.000 Euro. Ein Blindenleitsystem ist ebenfalls vorhanden.

## Anbindung
| Linie | Verlauf |
| ----- | --- |
|       | Warschauer Straße – Schlesisches Tor – Görlitzer Bahnhof – Kottbusser Tor – Prinzenstraße – Hallesches Tor – Möckernbrücke – Gleisdreieck – Kurfürstenstraße – Nollendorfplatz – Wittenbergplatz – Augsburger Straße – Spichernstraße – Hohenzollernplatz – Fehrbelliner Platz – Heidelberger Platz – Rüdesheimer Platz – Breitenbachplatz – Podbielskiallee – Dahlem-Dorf – Freie Universität (Thielplatz) – Oskar-Helene-Heim – Onkel Toms Hütte – Krumme Lanke |

Am U-Bahnhof bestehen Umsteigemöglichkeiten von der Linie U3 zu den Omnibuslinien 101, 248 und 282 der BVG.